# Первомайский (Агаповский район)
Первома́йский — посёлок в Агаповском районе Челябинской области. Административный центр Первомайского сельского поселения.

## География
Находится на юго-западе Челябинской области, на правом берегу реки Гумбейки, в 14 км к северо-востоку от районного центра села Агаповка, в 40 км к юго-востоку от города Магнитогорска, на высоте 344 метров над уровнем моря.

## Население
| 1970 | 1995  | 2002  | 2010  |
| ---- | ----- | ----- | ----- |
| 1574 | ↘1535 | ↘1384 | ↘1330 |

По данным Всероссийской переписи, в 2010 году численность населения посёлка составляла 1330 человек (596 мужчин и 734 женщины).

## Инфраструктура
Действуют средняя школа, детский сад, дом культуры, врачебная амбулатория и отделение «Почты России».

## Улицы
Уличная сеть посёлка состоит из 13 улиц и 4 переулков.